# Parahygrobia natans
Parahygrobia natans is een keversoort uit de familie Parahygrobiidae. De wetenschappelijke naam van de soort is voor het eerst geldig gepubliceerd in 1977 door Ponomarenko.